# Henryk Borowski (oficer AK)
Henryk Borowy, Henryk Borowy-Borowski, ps. Trzmiel, nazwisko konspiracyjne: Henryk Syczyński (ur. 13 września 1913 w Wilnie, zm. 8 lutego 1951 w Warszawie) – kapitan Armii Krajowej, oficer Komendy Okręgu Wileńskiego AK, prawnik.

## Życiorys
Był synem Józefa i Julii z Leoszków. W dwudziestoleciu międzywojennym mieszkał w Gdańsku Oliwie, wykonując zawód prawnika. W 1935 roku został powołany na kurs podchorążych rezerwy w Grodnie, który ukończył w 1936 roku w stopniu plutonowego podchorążego. W 1938 roku pracował w Wilnie w referacie opiniodawczym DOK nr III.
W stopniu plutonowego podchorążego walczył w kampanii wrześniowej 1939. W 1942 roku wstąpił do AK, przyjął pseudonim Trzmiel. Do 1944 roku był żołnierzem Wileńskiego Okręgu AK w grupie „Cecylia” zorganizowanej przy Komendzie Okręgu do walki z sowietyzacją ziem polskich, wykonywał również wyroki na konfidentach. Brał udział w walkach o Wilno. W lipcu 1944 roku zdołał uniknąć aresztowania przez Smiersz i wywózki w głąb ZSRR.
Wiosną 1945 roku współorganizował przerzut na zachód żołnierzy byłego Okręgu Wileńskiego AK. Został członkiem komendy eksterytorialnego Okręgu Wileńskiego AK, działającego na terenie obecnej Polski, w której pełnił funkcję kierownika komórki kontrwywiadowczej. W latach 1945–1946 był dowódcą Ośrodka Mobilizacyjnego Wileńskiego Okręgu Armii Krajowej (OMWOAK).

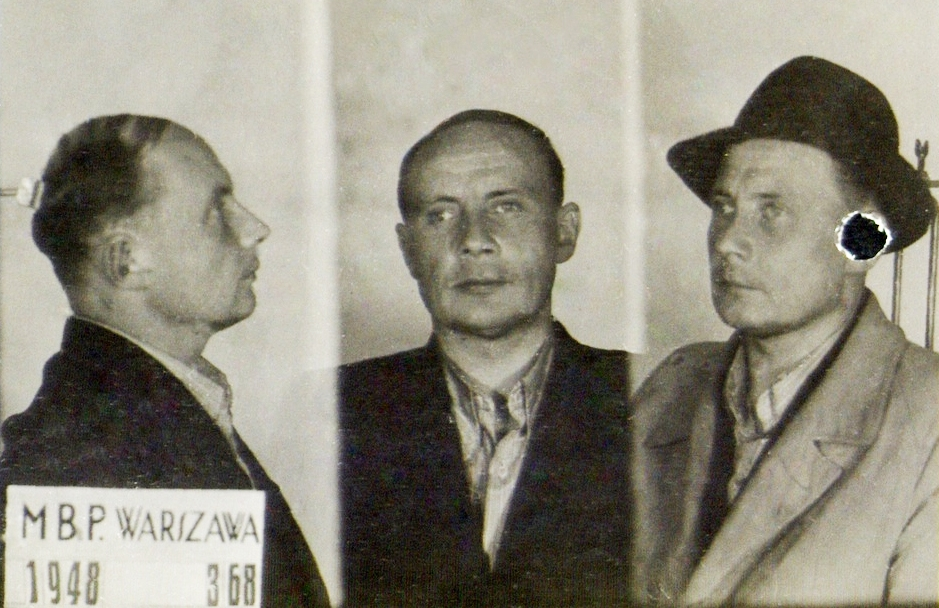
Henryk Borowski po aresztowaniu przez MBP, 1948

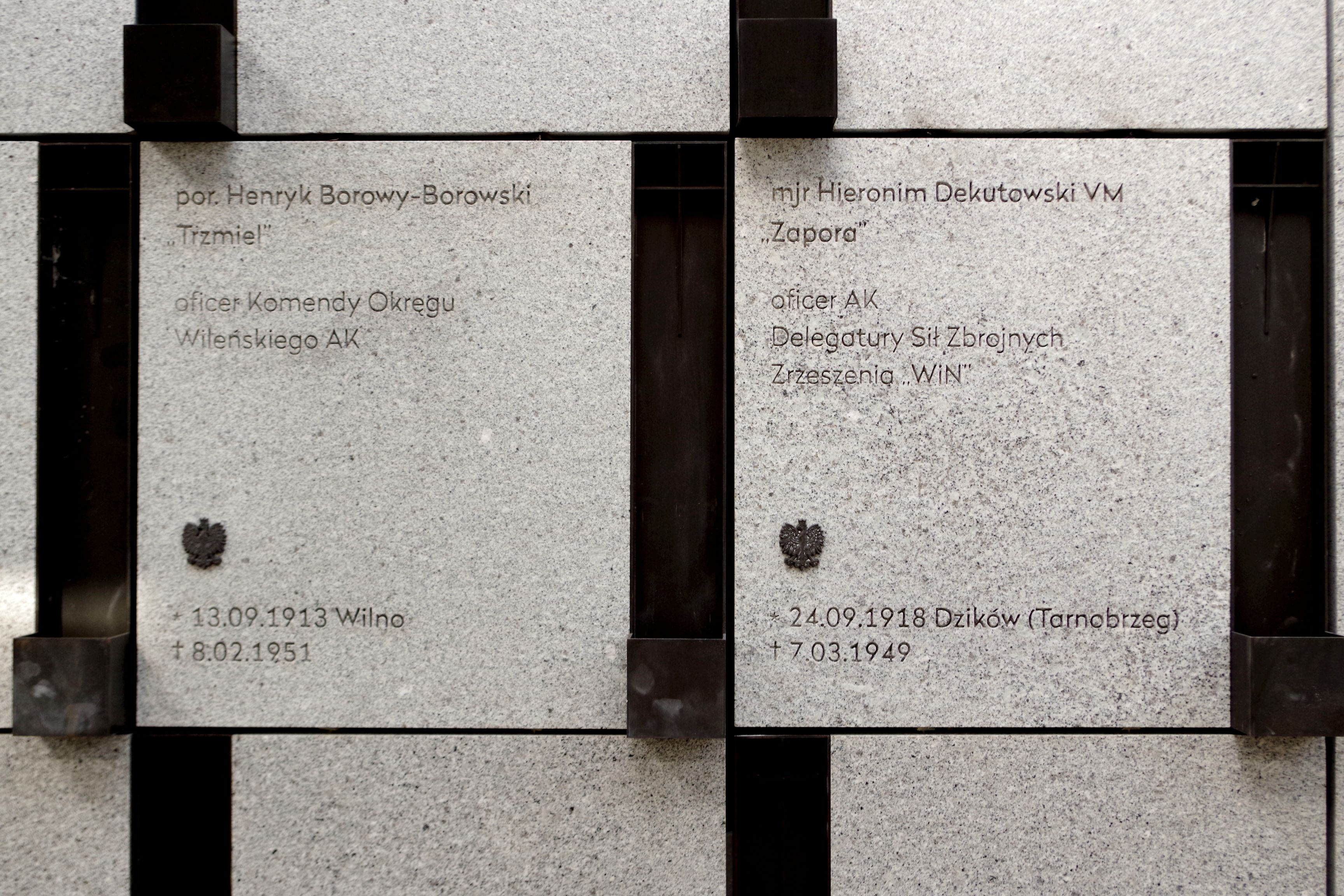
Groby por. Henryka Borowego-Borowskiego ps. „Trzmiel” i mjr Hieronima Dekutowskiego ps. „Zapora” w Panteonie – Mauzoleum Wyklętych-Niezłomnych na Cmentarzu Wojskowym na Powązkach w Warszawie

Został aresztowany 28 czerwca 1948 roku. Był bity i torturowany w śledztwie. Dołączono go do procesu OMWOAK, by udowodnić, że AK na Wileńszczyźnie współpracowała z Niemcami. Wojskowy Sąd Rejonowy w Warszawie 2 listopada 1950 roku skazał go na karę śmierci. W ostatnim słowie powiedział: Oskarżyciel publiczny żąda kary śmierci. Trudno, żołnierska to rzecz ginąć. Ale czuję się uczciwym człowiekiem i dobrym Polakiem dzisiaj jeszcze. Więcej do powiedzenia nic nie mam. Razem z Borowskim na karę śmierci skazani zostali: por. Lucjan Minkiewicz „Wiktor”, ppłk. Antoni Olechnowicz „Pohorecki” i mjr Zygmunt Szendzielarz „Łupaszka”. Wyrok wydał Mieczysław Widaj. Najwyższy Sąd Wojskowy utrzymał wyrok w mocy decyzją z 29 grudnia 1950 roku, a Prezydent Rzeczypospolitej Polskiej Bolesław Bierut nie skorzystał z prawa łaski. Został zastrzelony 8 lutego 1951 roku o 19:55 w więzieniu przy ul. Rakowieckiej w Warszawie. Wyrok wykonał Aleksander Drej. Kilka minut później zginęli pozostali skazani w tym procesie.
Szczątki Henryka Borowskiego odnaleziono wiosną 2013 w pobliżu kwatery „na Łączce” Cmentarza Wojskowego na Powązkach w Warszawie, o czym Rada Ochrony Pamięci Walk i Męczeństwa, Pomorski Uniwersytet Medyczny w Szczecinie i Instytut Pamięci Narodowej powiadomiły 22 sierpnia 2013.

## Ordery i odznaczenia
- Krzyż Walecznych (1944, za udział w walkach o wyzwolenie Wilna).